# Le Populaire

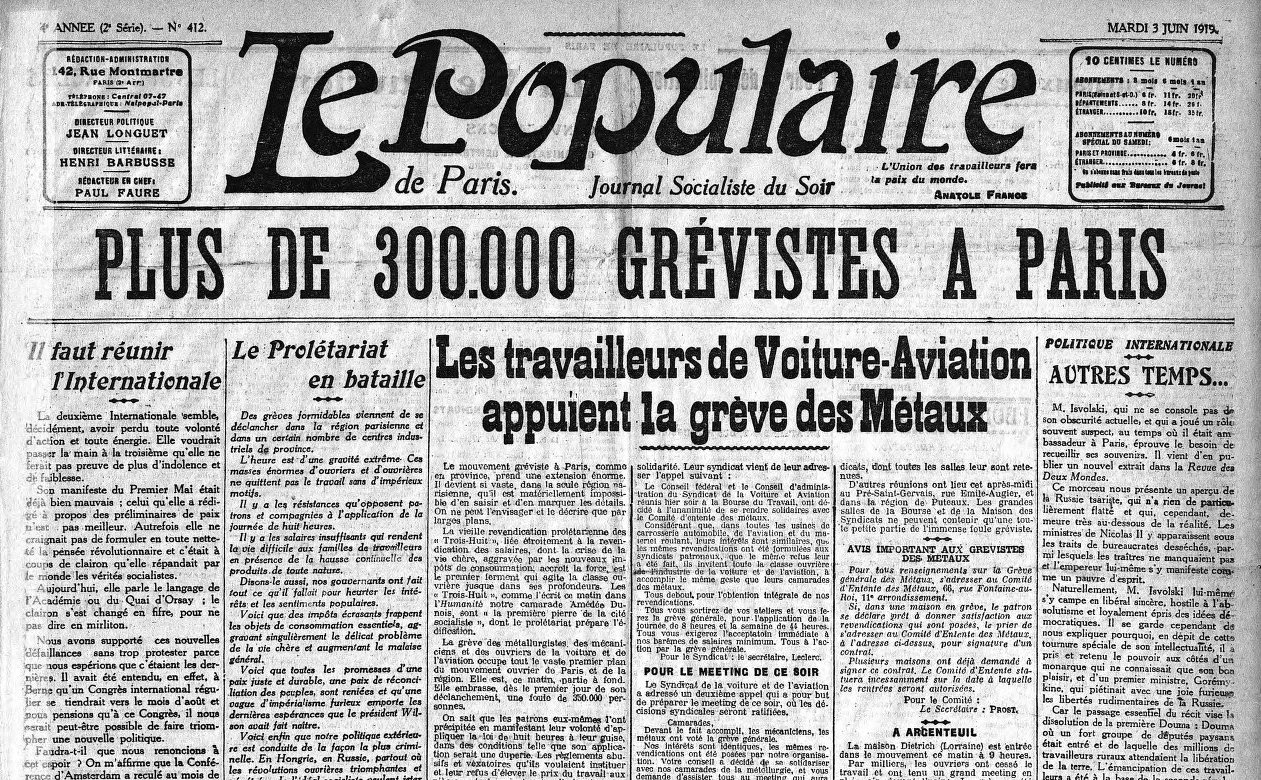
Numero de Le Populaire del 3 giugno 1919

Le Populaire è stato un giornale socialista francese. È stato fondato nel 1918 da socialisti di minoranza (ostili alla guerra) con il sostegno della Federazione della Haute-Vienne, titolare dal 1905 del quotidiano Le populaire du Centre.

## Storia
Jean Longuet, nipote di Karl Marx, è il primo caporedattore del giornale.
Divenuto Le Populaire de Paris, viene ufficialmente guidato da Léon Blum e Jean Longuet, ma il suo editore Paul Faure è stato considerato il vero capo, nel giugno 1922.
Nel 1927 Le Populaire diventa un quotidiano.
Blum rimane come direttore fino alla sua morte, nel 1950.
In conseguenza dell'invasione tedesca nel maggio-giugno del 1940, Le Populaire cessa le pubblicazioni; torna ad uscire com foglio clandestino dal 1942.
Dall'estate del 1944 all'estate del 1946, Le Populaire diventa uno dei più importanti quotidiani parigini, con una tiratura di 263 000 copie a fine settembre 1944, (seconda dopo L'Humanité), ma declina rapidamente in seguito. Robert Verdier assiste Blum nella gestione dal 1946 al 1950, poi gli succede fino al 1954. Gérard Jaquet garantisce una direzione del tempo con Claude Fuzier come vice e poi successore. Nel 1960 le difficoltà aumentano, e il giornale deve chiudere nel febbraio 1970.